# コ死2
『コ死2』（原題：고死 두 번째 이야기: 교생실습）は、2010年公開の韓国のホラースリラー映画。原題は『コ死〜2番目の話：教育実習』の意。

## キャスト
- キム・スロ
- ファン・ジョンウム
- ユン・シユン
- パク・ジヨン（T-ARA）
- チ・チャンウク
- パク・ウンビン
- ユン・スンア
- ソン・ホジュン
- ナム・ボラ
- ヨ・ミンジュ
- クォン・ヒョンサン
- チェ･アジン

## スタッフ
- 監督-ユ・ソンドン